# Folke Skoog
Folke Karl Skoog, född den 15 juli 1908 i Fjärås församling, Hallands län, död den 15 februari 2001 i Madison, Wisconsin, USA, var en svenskfödd amerikansk växtfysiolog och idrottsman.

## Biografi
Folke Skoog föddes i Halland 1908 som son till förvaltaren Karl Skoog och Sigrid, född Persdotter, Han studerade i Uppsala men vid 17 års ålder flyttade han 1925 till USA där han blev B.S. i kemi vid California Institute of Technology 1932. 1935 blev han amerikansk medborgare. Han började forska vid University of California, Berkeley 1936 efter att ha erhållit doktorsgrad vid Caltech och flyttade sedan, efter ett halvår på Hawaii, till Harvard och därefter 1941 till Johns Hopkins University. 1944 till 1946 var han kemist vid USA:s försvarsdepartement och 1947 flyttade han till University of Wisconsin i Madison. Han pensionerades 1979.
Skoog valdes in i National Academy of Sciences 1956 och som utländsk ledamot av Svenska Vetenskapsakademien 1970. 1991 tilldelades han National Medal of Science.
Hans yngre bror Tord Skoog (1915–1977) var en framgångsrik kirurg.

## Växtfysiologen
Skoog sysslade främst med växthormonernas struktur och verkningar. Inledningsvis med auxin, men senare främst med cytokininer (av vilka den första, kinetin, upptäcktes av Carlos O. Miller under Skoogs ledning).
Under sitt arbete utvecklande han härvid tillsammans med Toshio Murashige 1962 det så kallade Murashige-Skoog-mediet, som idag är det mest använda odlingsmediet för växtvävnadskulturer.

## Idrottsmannen
Folke Skoog tävlade för Sverige på 1500 meter löpning vid Olympiska Spelen i Los Angeles 1932. Han blev sexa i sitt försöksheat på tiden 3.59,6 - en tid som räckt till final om han sprungit i något av de andra heaten. (För Sverige tävlade även Erik Ny på 1500 meter och denne kom på femte plats i finalen.) Skoogs personbästa på 1500 meter var 3.59,2. 2016 valdes han in i Caltech Athletics Hall of Honor.